# Ernhüll
Ernhüll ist ein in der Oberpfalz gelegenes Kirchdorf, das ein Gemeindeteil von Weigendorf ist.

## Lage
Der Ort befindet sich in der Region Oberpfälzer Jura und liegt in der nach Weigendorf benannten Gemarkung. Ernhüll selbst ist einer von elf Ortsteilen der Gemeinde Weigendorf. Die Ortsmitte des Gemeindesitzes liegt eineinhalb Kilometer entfernt und Sulzbach-Rosenberg elf Kilometer.

## Verkehr
Die Bundesstraße 14 verläuft einen Kilometer südlich des Ortes und ist durch zwei Gemeindeverbindungsstraßen erreichbar.

## Kultur und Sehenswürdigkeiten

### Bauwerke
In Ernhüll gibt es zwei denkmalgeschützte Bauwerke, eines davon ist die evangelisch-lutherische Filialkirche St. Margaretha.